# Tip-tap
Il tip-tap è il nome con cui è nota in Italia la tap dance. È un genere di danza (affiliata alla International Dance Organization) in cui il ballerino indossa lo strumento musicale a percussione, composto da scarpe con adattamenti speciali per produrre suoni.
Difatti lo scopo principale della tap dance è di "suonare" una linea ritmica, a cappella o integrata in una linea melodica.
Per rendere il suono più marcato ed udibile si usa attaccare degli inserti, generalmente di alluminio, alla punta ed al tacco delle scarpe; tali inserti sono detti "claquettes" o "tap".
Nella storia sono state utilizzate diverse varianti di questi inserti, da quelli di legno (di origine irlandese) a quelli di ferro, passando per la sola scarpa di cuoio (stile 'soft shoes').

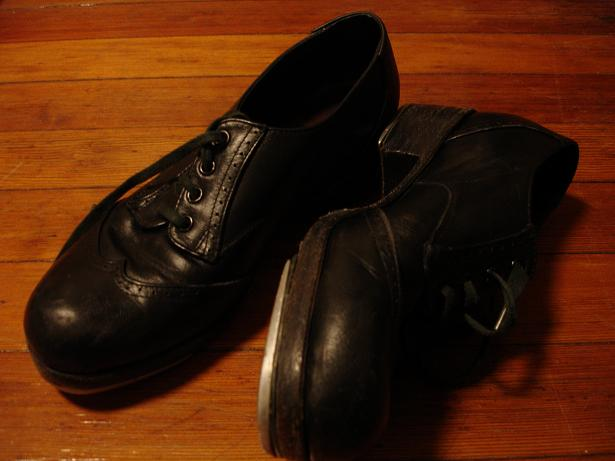
Scarpe da tip-tap

## Etimologia
Tale nome ha, molto probabilmente, una derivazione onomatopeica; chi pratica tale danza è infatti notoriamente denominato "tapper" o "puntacchiere".

## Storia
Il tip-tap è stato creato combinando elementi di percussioni africane, e danzando con le tecniche di balli europei tipo il "clog" irlandese, attualmente molto conosciuto per lo spettacolo Riverdance, e lo step dancing. 
Il tip tap trova origine nei bassi ceti, sviluppandosi attraverso "battaglie" competitive agli angoli delle strade fra immigrati irlandesi e schiavi africani.
Tra il 1700 ed il primo 1800 gli schiavi africani delle piantagioni svilupparono un tipo di danza ricollegabile al loro "juba" (danza rituale religiosa africana accompagnata da ritmiche battute di mani e suoni e tamburi): quando furono portati in America, fu loro vietato di praticare la loro religione, ed essendo le percussioni una parte integrante dei loro rituali, furono i battiti di mani e il percuotere il pavimento con i piedi a sostituire le originarie percussioni.
Il periodo di massima fioritura di questa arte è stato tra il 1900 ed il 1955, quando era il tipo di danza principale nel Vaudeville e a Broadway.
In quel periodo anche molte orchestre includevano tra i propri elementi dei ballerini di tap: in quel tempo la tap dance era detta anche "jazz dance", perché il jazz era la musica con cui si esibivano i ballerini di tap.
Con progressive modifiche, pulizia dei movimenti e creazione di passi nuovi si arrivò a ciò che fu definito "american tap dance". 
I ballerini assunsero una posizione più rilassata, elegante, e furono inseriti movimenti con le braccia e le spalle, inizialmente un po' trascurate.
Negli anni Trenta, Quaranta e Cinquanta i migliori artisti si spostarono dal Vaudeville al cinema ed alla televisione, da cui la notorietà di alcuni artisti anche in Italia come Fred Astaire, Ginger Rogers, Gene Kelly o la famosa "Riccioli d'oro" Shirley Temple.
Grandi talenti come Bill Robinson e John Bubbles aiutarono a definire regole e movimenti, e più tardi Hollywood popolarizzò il tip-tap nel mondo con i film di Fred Astaire, i Nicholas Brothers, Eleanor Powell ed altri grandi artisti. Durante gli anni Cinquanta lo stile del ballo cambiò, ed il tip-tap perse la sua popolarità nonostante continuasse ad essere praticato dagli amatori del genere.
Negli anni Sessanta la grande rinascita: eventi pubblici di rilievo riportarono alla ribalta questo particolarissimo ballo, che improvvisamente fu considerato una forma d'arte più che di divertimento. Fu ripescato per film e spettacoli teatrali, portato nel mondo con concerti e musical, ripreso anche a Broadway (Black and Blue, Bring in da noise Bring in da funk, Tap Dogs) e nelle pellicole (Cotton Club, Steppin' out, Tap). Il 25 maggio è stata proclamata giornata nazionale del tip-tap, ed è celebrata con entusiasmo in tutti gli Stati Uniti.
Un particolare tecnico: i primi ballerini nel 1920 usavano scarpe con le suole di legno. L'inserimento di pezzi metallici sotto le suole arrivò più tardi, e l'utilizzo dell'alluminio diventò lo standard.

## Ballerini
I film degli anni Cinquanta hanno dato grande notorietà a Fred Astaire, Ginger Rogers, Gene Kelly e Shirley Temple.
Tra i principali artisti che hanno contribuito allo sviluppo di questa danza nei primi del Novecento fino a metà degli anni Cinquanta vanno ricordati: Steve Condos, John W. Bubbles, Charles "Honi" Coles, Vera-Ellen, Ruby Keeler, Jeni LeGon, Ann Miller, Ann Pennington, I Nicholas Brothers, Bill "Bojangles" Robinson e Jimmy Slyde.
Dopo un periodo di oblio il ritorno del tap è stato realizzato grazie ad artisti più giovani, anche se meno noti alla massa, come Brenda Bafalino, Lane Alexander, Sam Weber. Di questa nuova corrente forse più noti in Italia sono Gregory Hines (interprete in "Il sole a mezzanotte" ("White Nights" 1985) con Michail Baryšnikov e Isabella Rossellini, dove firma anche le coreografie di tap), Savion Glover per il cartone animato Happy Feet (2006) ed Elio, ballerino e appassionato da molti anni, protagonista di una coreografia nel corso del game show LOL - Chi ride è fuori.
Cesare Vangeli è l’esponente italiano che ha ideato e messo in scena il “Tip Tap show” dal 1996 (Teatro Sistina Roma, Teatro Valle Roma, Teatro Brancaccio Roma, Teatro Carcano Milano)

## Film
- Quarantaduesima strada (42nd Street, 1933)
- Cappello a cilindro (Top Hat, 1935)
- Singin' in the Rain (1952)
- All That Jazz (1979)
- The Cotton Club (1984)
- Il sole a mezzanotte (White Nights, 1985)
- Tap (1989)
- A scuola di ballo (Stepping Out, 1991)
- Bootmen (2000)
- Happy Feet (2006)
- The Artist (2011)

## Musica
- Il tip tap del millepiedi (2003)